# Trayaurus and the Enchanted Crystal
Trayaurus và Pha Lê Màu Nhiệm (Tiếng Anh:Trayaurus and the Enchanted Crystal) là tiểu thuyết đồ họa đầu tay của YouTuber Daniel Middleton (bí danh DanTDM) lấy bối cảnh trong thương hiệu Minecraft và có các nhân vật xuất hiện trong video của anh ở mọi lứa tuổi. Về mặt thương mại, cuốn sách đã thành công rực rỡ, dành ba tuần đứng đầu danh sách những cuốn sách bán chạy nhất thế giới cũng như đạt vị trí số một trong danh sách Những cuốn sách bán chạy nhất của The New York Times cho sách đồ họa bìa cứng ở Nhật Bản.

## Bối cảnh
Middleton đã cân nhắc việc viết sách trong nhiều năm. Trong một cuộc phỏng vấn với The Guardian, Middleton thừa nhận anh không phải là một người ham đọc sách theo bất kỳ tiêu chuẩn nào, nhưng cuối cùng anh đã quyết định viết một cuốn tiểu thuyết "loại sách mà anh sẽ đọc". Anh ấy coi cơ hội viết một cuốn sách về các nhân vật cổ phiếu mà anh sử dụng trong các video YouTube của mình là một cách "quan trọng" để tạo cho họ phong cách riêng của họ.
Quyền xuất bản cuốn sách đã được đấu giá bởi cơ quan quản lý OP Talent Limited của Middleton, và được HarperCollins ở Mỹ và Trapeze (Orion) ở Anh mua lại. Tin tức rằng Middleton đang viết một cuốn sách đã được công khai vào tháng 5 năm 2016.
Vào tháng 10 năm 2016, Middleton đã quảng bá cho cuốn sách của mình tại Liên hoan Văn học Cheltenham, nơi anh là tác giả đầu tiên của năm 2016 bán hết vé tham dự sự kiện.

## Kịch bản
Trayaurus và Pha Lê Màu Nhiệm là câu chuyện về DanTDM và người bạn khoa học Trayaurus của anh, một ngày nọ, khi phát hiện ra một viên pha lê bị rơi trên The Overworld trong khi vỡ thành năm mảnh. Không mất nhiều thời gian cho đến khi họ phát hiện ra tiềm năng mạnh mẽ của nó. DanTDM và Trayaurus bắt đầu tìm kiếm các tinh thể khác, nhưng bị cản trở trong mục tiêu bởi kẻ thù không đội trời chung của họ là Denton xuất hiện trong nhiều video Minecraft cũ của Daniel. Denton đang cố gắng đạt được tất cả sức mạnh đó cho riêng mình. Các nhân vật chính cảm thấy như họ không có lựa chọn nào khác ngoài việc ngăn chặn Denton bằng cách tìm tất cả các mảnh còn lại trước, ngăn chặn việc Denton trở nên nguy hiểm hơn anh ta hiện tại.

## Bán hàng
Về mặt thương mại, cuốn sách đã được đón nhận nồng nhiệt ở cả Vương quốc Anh và Hoa Kỳ. Ở Anh, Trayaurus và Pha Lê Màu Nhiệm đã đạt được vị trí đầu tiên của danh sách bán chạy nhất trong ba tuần. Tại Hoa Kỳ, cuốn sách đã đạt vị trí thứ hai mươi ba trong danh sách Những cuốn sách bán chạy nhất của USA Today đồng thời đạt vị trí đầu tiên trong danh sách Những cuốn sách bán chạy nhất của The New York Times cho sách đồ họa bìa cứng và duy trì ở đó trong mười một tuần liên tiếp.

## Tiếp nhận quan trọng
Common Sense Media xếp hạng Trayaurus và Pha Lê Màu Nhiệm 3 trên 5 sao khi nói rằng mặc dù cuốn tiểu thuyết kể một "câu chuyện thú vị" và xoay quanh một câu chuyện "thiện-ác cổ điển", nhưng hành động trong cuốn sách "đôi khi khó theo dõi "và đôi khi di chuyển cốt truyện quá chậm. GeekDad cũng đưa ra một đánh giá chung thuận lợi, ca ngợi "câu chuyện đơn giản, dễ theo dõi" nhưng chỉ trích phong cách nghệ thuật: "Đường nét thường được phác thảo thô và màu sắc thiếu tinh tế". Night Owl Reviews rất nhiệt tình về cuốn sách và cho nó 4/5 sao. Trang web ca ngợi cả phong cách nghệ thuật "nổi bật" và câu chuyện "thú vị", nhưng lại đưa ra vấn đề với thực tế là tất cả các nhân vật đều là nam: "Tôi nhận ra rằng hầu hết truyện tranh đều được đọc bởi con trai nhưng sẽ rất tuyệt nếu thấy một nữ hoặc hai".